# Cuisine omanaise

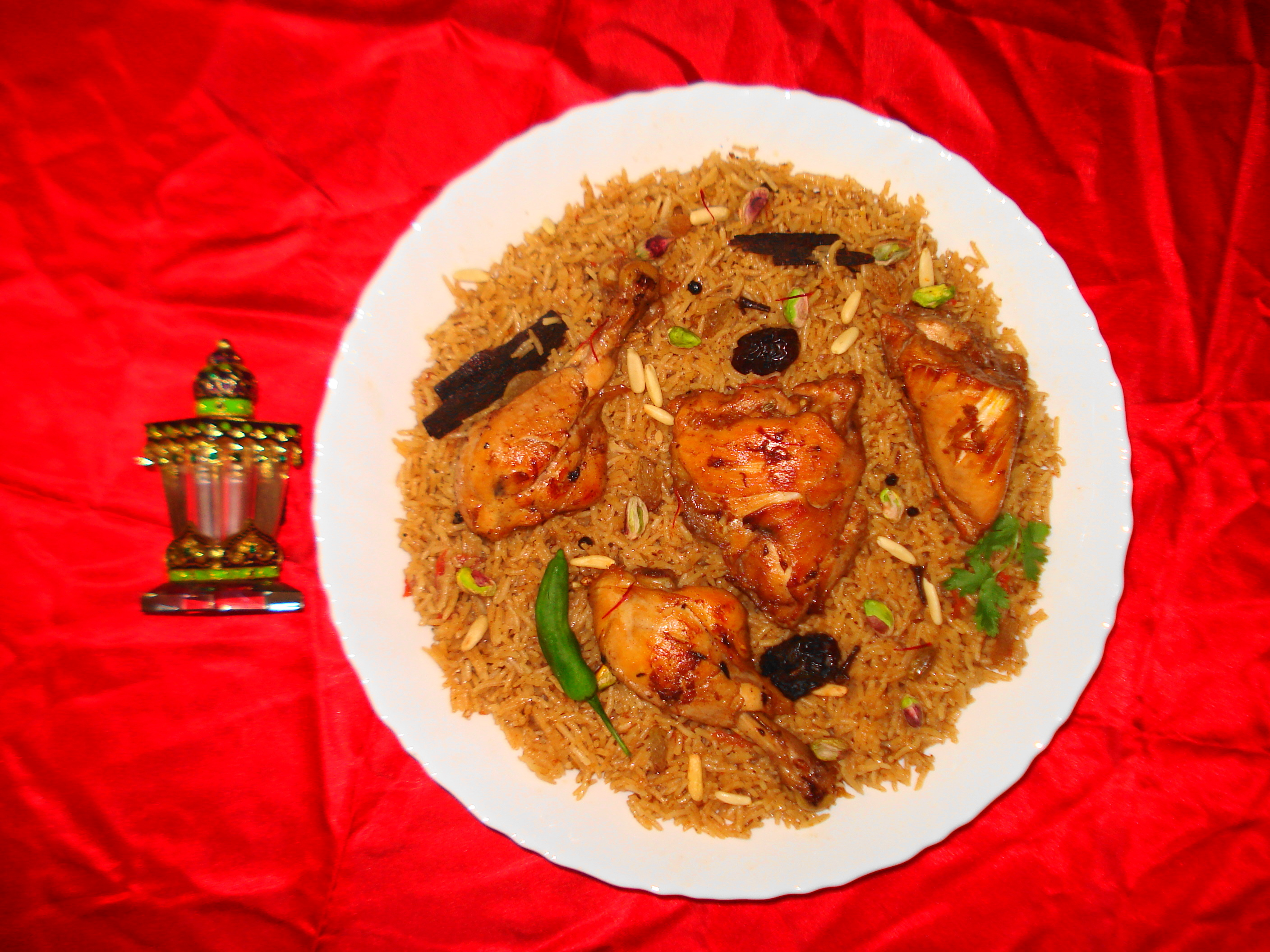
Le kebsa, également appelé machboos autour du golfe Persique.

La cuisine omanaise s'apparente à celle des autres cuisines asiatiques. Les plats sont souvent à base de poulet, poisson, agneau et de riz.
La plupart des mets comportent un riche mélange d'épices, herbes et marinades. Bien qu'elle diffère selon les régions, la majorité des plats est à base de curry, viande cuite, riz et légumes. La soupe est très commune et est souvent à base de poulet, agneau, légumes, aubergine fumée par exemple. Le plat principal est consommé au milieu de la journée ; le dîner est plus léger.

## Plats principaux
- Harees : bouillie de blé mélangée à de la viande.
- Kahwah : souvent servi en gage d'hospitalité, se déguste avec de la poudre de cardamome et souvent accompagné de dattes et de halwa.
- Kebab : plat de viande carie[Quoi ?] (bœuf ou poulet) grillé ou au barbecue, accompagné de légumes.
- Mashuai : thazard rayé rôti à la broche, accompagné de riz citronné.
- Machboos : riz aromatisé au safran avec de la viande épicée.
- Muqalab : triperie agrémentée d'une variété d'épices, dont cannelle, cardamome, clous de girofle, poivre noir, gingembre, ail et noix de muscade.
- Shuwa : plat festif communautaire de viande de chèvre rôtie, parsemée d'épices et enrobée de feuilles de palmier ou de bananier séchées.
- Sakhana : soupe épaisse de blé, de dattes, de mélasses et de lait que l'on consomme typiquement durant le ramadan.
- Albadhinajan mae tawarikh : gâteau d'aubergines, de dattes et d'oignons[1].

## Breuvages
Le café est la boisson nationale ; le thé se boit en signe d'hospitalité. On trouve aussi du leben, une boisson au yaourt et des boissons non-alcoolisées.